# 24e division d'infanterie (France)
Pour les articles homonymes, voir 24e division.
La 24e division d'infanterie est une division d'infanterie de l'armée de terre française qui a participé à la Première Guerre mondiale et à la Seconde Guerre mondiale.

## Création et différentes dénominations
- 1873 : création de la 24e division d'infanterie
- 192? : dissolution
- 1939 : nouvelle formation
- 1940 : dissolution

## Les chefs de la24edivisiond’infanterie
- 7 octobre 1874 - 28 avril 1876 : général Dargent
- 7 juillet 1880 : général Lewal
- 10 décembre 1880 - 17 février 1882 : général Vuillemot
- 6 mars 1882 - 6 février 1886 : général Blot
- 20 mars 1886 : général de Bessol (n'a pas pris possession).
- 9 avril 1886 : général Segretain
- 6 juillet 1886 : général de Dionne
- 20 juillet 1887 - 17 novembre 1891 : général Savin de Larclause
- 9 janvier 1892 - 21 février 1893 : général Lamiraux
- 18 mars 1893 - 29 décembre 1896 : général Gueytat
- 14 janvier 1897 : général Mille
- 5 mai 1902 : général Mounier
- 23 mars 1906 : général Amourel
- 16 novembre 1907 : général Souvestre
- 28 septembre 1910 - 12 juin 1911 : général Brun d'Aubignosc
- 18 juin 1911 : général Hache
- 14 mai 1912 - 23 mai 1912 : général Brun d'Aubignosc
- 22 juin 1912 - 24 avril 1914 : général de Castelli
- 24 avril 1914 : général du Garreau de la Mèchenie
- 22 août 1914 : général Deffontaines[1]
- 26 août 1914 : général Descoings[1]
- 5 janvier 1915 : général Arlabosse[1]
- 9 janvier 1915 : général Méric[1]
- 17 janvier 1916 : général Mordacq[1]
- 17 novembre 1917 : général Priou[1]
- 13 juin 1918 : général Desvoyes[1]
- 15 juin 1918 : général Odry[1]
- 8 mars 1919 - 8 octobre 1919 : général Mangin
- 25 octobre 1919 - 1er juin 1920 : général Siben
- 1er juin 1920 - 1er janvier 1924 : général de Roig-Bourdeville
- 1939 - 1940 : général Bonnet
- 1940 : général Voirin

## Avant 1914
La division est créée par le décret du 28 septembre 1873. Située en 12e région militaire (Angoulême), elle est constituée de deux brigades :
- 47e brigade d'infanterie :
  - 107e régiment d'infanterie de ligne
  - 108e régiment d'infanterie de ligne
- 48e brigade d'infanterie :
  - 50e régiment d'infanterie de ligne
  - 63e régiment d'infanterie de ligne

La division est en Algérie en 1874. L'état-major divisionnaire rejoint Périgueux en 1875, ainsi que celui de la 47e brigade tandis que celui de la 48e est à Brive. En janvier 1876, l'organisation est la suivante :
- 47e brigade d'infanterie à Périgueux :
  - 50e régiment d'infanterie de ligne
  - 107e régiment d'infanterie de ligne
- 48e brigade d'infanterie à Marseille :
  - 63e régiment d'infanterie de ligne
  - 108e régiment d'infanterie de ligne

En avril 1877, la 48e brigade passe à Bergerac,.
En 1878, le quartier général de la 47e brigade rejoint Bergerac et celui de la 48e brigade Tulle. Le 80e régiment d'infanterie de ligne remplace le 108e de ligne à la 48e brigade puis le 14e régiment d'infanterie de ligne remplace le 63e de ligne l'année suivante.
Elle a toujours cette organisation en 1914 : 47e brigade (50e et 108e RI) à Bergerac, 48e brigade (100e et 126e RI) à Aurillac.

## La Première Guerre mondiale

### Composition au cours de la guerre
- 47e brigade d'infanterie :
  - 50e régiment d’infanterie d’août 1914 à novembre 1918
  - 108e régiment d’infanterie d’août 1914 à novembre 1918
- 48e brigade d'infanterie :
  - 100e régiment d’infanterie d’août 1914 à juin 1915
  - 126e régiment d’infanterie d’août 1914 à novembre 1918
  - 300e régiment d’infanterie de juin 1915 à février 1917
  - 326e régiment d’infanterie d’août 1914 à juin 1916 (dissolution)
- Infanterie divisionnaire (créée en février 1917)
  - 50e, 108e et 126e RI
  - Un bataillon du 109e régiment d’infanterie territoriale d'août à novembre 1918
- Artillerie 
  - 34e régiment d'artillerie

### Historique

#### 1914
- 2 - 5 août : mobilisée dans la 12e région.
- 5 - 11 août : transport par voie ferrée dans la région de Givry-en-Argonne.
- 11 - 23 août : mouvement vers le nord, par Rarécourt et Malandry, en direction de Neufchâteau.

21 août : combat vers Pin et Izel.
22 août : engagée dans la bataille des Ardennes. Combats à Névraumont et Rossart.
- 23 août - 6 septembre : repli par Chassepierre et Carignan, sur Mouzon. Le 23 août, combat vers Saint-Médard. Le 24 août, combat vers Les Deux-Villes. Le 26 août, arrêt derrière la Meuse, dans la région sud-ouest de Mouzon.

27 - 28 août : combats devant Mouzon, vers Fabla et La Besace (bataille de la Meuse). À partir du 29 août, repli sur Ballay, puis le 31 août, offensive vers le nord en direction de Semuy. Combat vers Voncq. À partir du 1er septembre, poursuite du repli par SommePy et Vitry-le-François, jusque dans la région de Courdemanges (éléments transportés par voie ferrée de Loisy-sur-Marne vers Lesmont).
2 septembre : combat vers Saint-Souplet et Sainte-Marie-à-Py.
- 6 - 13 septembre : engagée dans la première bataille de la Marne. Du 6 au 11 septembre, bataille de Vitry. Combat vers Courdemanges et Châtelraould-Saint-Louvent. À partir du 11 septembre, poursuite par Bussy-le-Repos et Auve, jusque dans la région Laval, Wargemoulin.
- 13 - 18 septembre : stationnement vers Somme-Tourbe et Suippes. Le 17 septembre, mouvement vers la ferme de Jonchéry.
- 18 septembre - 18 octobre : engagée vers la ferme des Wacques et devant Auberive-sur-Suippe.

19, 20, 21; 24 et 30 septembre : violentes attaques françaises.
27 septembre : extension de la zone d'action, à gauche jusqu'à la ferme de Moscou. Puis stabilisation du front et occupation d'un secteur entre l'est d'Auberive-sur-Suippe et le nord de Baconnes.
- 18 octobre 1914 - 25 mars 1915 : mouvement de rocade et à partir du 20 octobre, occupation d'un nouveau secteur vers la ferme des Marquises et Baconnes, étendu à droite le 28 décembre jusque vers Auberive-sur-Suippe.

#### 1915
- 25 mars - 6 avril : retrait du front et repos vers Vésigneul-sur-Marne. À partir du 27 mars, transport par voie ferrée au sud de Domèvre-en-Haye.
- 6 avril - 30 mai : engagée dans la bataille de Woëvre. Combats vers Regniéville-en-Haye et Remenauville. À partir du 9 mai, déplacement de secteur à droite vers Regniéville-en-Haye et Fey-en-Haye.
- 30 mai - 22 juillet : retrait du front et repos à l'ouest de Toul. À partir du 15 juin, transport par voie ferrée dans la région d'Amiens, repos vers Flesselles. Le 19 juillet, transport par camions vers Sus-Saint-Léger.
- 22 juillet 1915 - 13 mars 1916 : mouvement vers le front et à partir du 26 juillet, occupation d'un secteur vers le nord d'Écurie et Neuville-Saint-Vaast (guerre des mines). Engagée à partir du 25 septembre dans la troisième bataille d'Artois. Combat vers Thélus et Neuville-Saint-Vaast. À partir du 30 septembre, occupation d'un nouveau secteur dans la région Roclincourt, la Scarpe. À partir du 7 octobre, mouvement de rocade et occupation d'un secteur vers Neuville-Saint-Vaast et la ferme de la Folie.

11 octobre : attaque française sur la ferme de la Folie.
30 et 31 octobre : attaque allemande et contre-attaque française vers Neuville-Saint-Vaast.
19 décembre : extension du front à droite jusqu'au sud de Neuville-Saint-Vaast.

#### 1916
- 13 mars - 4 avril : retrait du front (relève par l'armée britannique) et transport par voie ferrée dans la région de Breteuil ; repos. À partir du 30 mars, transport par voie ferrée vers Ligny-en-Barrois.
- 4 avril - 27 juin : transport par camions dans la région de Verdun. Engagée dans la bataille de Verdun, vers Marre et Charny. (Des éléments de la division sont détachés dans différents secteurs de la rive droite de la Meuse).
- 27 juin - 6 juillet : retrait du front et transport par voie ferrée dans la région d'Épernay. Séjour au camp de Ville-en-Tardenois.
- 6 - 17 juillet : mouvement vers la région Arcis-le-Ponsart, Dravegny ; repos.
- 17 juillet - 17 septembre : mouvement vers le front et occupation d'un secteur vers le moulin Pontoy et Troyon.
- 17 septembre - 17 novembre : retrait du front ; repos et instruction au camp de Dravegny. À partir du 12 octobre, transport par camions vers Villers-Cotterêts ; travaux. À partir du 7 novembre, mouvement vers la région de Nanteuil-le-Haudouin, Crépy-en-Valois puis transport par voie ferrée dans celle de Crèvecœur-le-Grand.
- 17 novembre - 23 décembre : occupation d'un secteur entre le nord de Barleux et le nord-est de Belloy-en-Santerre.
- 23 décembre 1916 - 9 janvier 1917 : retrait du front, transport par camions vers Poix ; repos (éléments maintenus en secteur).

#### 1917
- 9 janvier - 8 février : occupation d'un secteur entre le nord de Barleux et le nord de Belloy-en-Santerre.
- 8 - 14 février : retrait du front (relève par l'armée britannique) ; repos vers Boves.
- 14 - 25 février : transport par voie ferrée dans la région de Sainte-Menehould ; repos vers Dampierre-le-Château.
- 25 février - 18 juin : occupation d'un secteur vers Maisons de Champagne et la Courtine. Le 8 et 12 mars, actions locales de part et d'autre. Mouvement de rocade et le 22 mars occupation d'un nouveau secteur vers Auberive-sur-Suippe et le chemin de Souain à Sainte-Marie-à-Py.

17 avril : engagée dans la bataille des monts de Champagne, prise de la partie est d'Auberive-sur-Suippe, puis organisation et défense des positions conquises. Mouvement de rocade et le 28 avril, occupation d'un nouveau secteur vers la Courtine et la cote 193.
- 18 juin - 12 juillet : retrait du front ; repos vers Vanault-les-Dames.
- 12 juillet - 7 octobre : mouvement vers le front et occupation d'un secteur vers Auberive-sur-Suippe et le chemin de Souain à Sainte-Marie-à-Py.
- 7 octobre - 14 novembre : retrait du front, transport par camions vers Ville-en-Tardenois ; repos et instruction.
- 14 novembre 1917 - 25 janvier 1918 : transport par voie ferrée en Italie ; repos dans la région de Lonato, puis à partir du 3 décembre, dans celle de Vérone et de Peschiera.

#### 1918
- 25 janvier - 19 mars : mouvement de Sommacampagna, vers Malo ; repos. À partir du 12 février, instruction et repos vers Baggi et Travettore.
- 19 mars - 30 avril : mouvement vers le front et occupation d'un secteur au sud-est d'Asiago.
- 30 avril - 11 juin : retrait du front ; repos entre Vicence et Cittadella. À partir du 2 juin, transport par camions et mouvement par étapes vers Campo Rossignolo ; repos.
- 11 juin - 12 août : occupation d'un secteur vers Meltar et il Prunno.

15 juin : attaque autrichienne sur le plateau d'Asagio ; arrêt de l'offensive autrichienne.
10 août : violents combats.
- 12 août - 25 septembre : retrait du front ; repos au nord de Vicence.
- 25 septembre - 31 octobre : occupation d'un secteur sur le plateau d'Asagio. Nombreuses actions offensives locales, en particulier les 11 et 24 octobre, sur le monte Sisemol.
- 31 octobre - 4 novembre : offensive sur le monte Sisemol, le monte Ferrah, le monte Nos et le monte Cimon. Le 1er novembre, attaque et prise du monte Longara. Repli autrichien au nord d'Asagio. À partir du 3 novembre, retrait du front.
- 4 novembre : armistice avec l'Autriche-Hongrie ; puis mouvement vers la région de Castelfranco.

### Rattachement
Affectation organique : 12e Corps d’Armée, d’août 1914 à novembre 1918.
Par armée :
- 1re armée

30 mars - 15 juin 1915
29 octobre - 11 novembre 1916
- 2e armée

15 juin - 19 juillet 1915
30 mars - 28 juin 1916
- 3e armée

12 - 29 octobre 1916
5 - 14 février 1917
- 4e armée

2 août - 18 septembre 1914
7 octobre 1914 - 30 mars 1915
14 février - 11 octobre 1917
- 5e armée

28 juin - 12 octobre 1916
- 9e armée

18 septembre - 7 octobre 1914
- 10e armée

19 juillet 1915 - 13 mars 1916
11 novembre 1916 - 5 février 1917
14 novembre 1917 - 11 novembre 1918

## L’entre-deux-guerres
La division est dissoute en ...

## La Seconde Guerre mondiale

### Composition
Au 10 mai 1940, la 24e division d'infanterie se compose de :
- 50e régiment d'infanterie,
- 63e régiment d'infanterie,
- 78e régiment d'infanterie,
- 21e régiment d'artillerie divisionnaire,
- 221e régiment d'artillerie lourde divisionnaire,
- 28e groupe de reconnaissance de division d'infanterie,
- et les services :
  - Compagnies de sapeurs mineurs 24/1 et 24/2,
  - 24e parc d'artillerie divisionnaire,
  - 24/81e compagnie télégraphique,
  - 24/82e compagnie radio,
  - 24/9e groupe d'exploitation divisionnaire,
  - 24e groupe sanitaire divisionnaire.

À cette date, le 29e groupe de reconnaissance divisionnaire, le 1er bataillon du 153e régiment d'infanterie de forteresse, le 166e régiment d'infanterie de forteresse, le 1er groupe du 150e régiment d'artillerie de position, les 1er et 2e groupes du 59e régiment d'artillerie mobile de forteresse et le 315e régiment d'artillerie portée sont rattachés à la division.

### Historique
La division, de réserve série A, est recréée à la mobilisation de 1939. Le 10 mai 1940 la 24e DI, sous les ordres du général Voirin, est rattachée au 8e corps d'armée, intégré à la 5e armée, placée derrière la ligne Maginot.
Début juin 1940, la division est rattachée au 10e corps d'armée, sur la ligne Weygand au sud d'Amiens. La division s'installe sur la ligne Conty-Essertaux-Ailly-sur-Noye,  en soutien de la 16e DI. Pendant l'attaque allemande lancée le 5 juin, les deux divisions bloquent le 14. Panzerkorps (9. et 10. Panzerdivisionen) jusqu'au 9 juin. La 24e DI met hors de combat soixante chars allemands.